# Arcoppia flagellata
Arcoppia flagellata är en kvalsterart som först beskrevs av Warburton 1912.  Arcoppia flagellata ingår i släktet Arcoppia och familjen Oppiidae. Inga underarter finns listade i Catalogue of Life.